# (211536) 2003 RR11
2003 أر أر 11 (ويعرف أيضًا باسم (211536) 2003 أر أر 11 وفق تسمية الكوكب الصغير) (بالإنجليزية: 2003 RR11)‏ هو كويكب ضمن حزام الكويكبات؛ وترتيبه 211536 من حيث الاكتشاف.
اكتُشف هذا الجُرم الفلكي بواسطة جيمس ويتني يونغ في 15 سبتمبر 2003.

## وصلات خارجية
- (211536) 2003 RR11 في قاعدة بيانات مختبر الدفع النفاث لأجرام النظام الشمسي الصغيرة

- الاكتشاف · مخطط المدار ·  العناصر المدارية · المعلمات المادية

- (211536) 2003 RR11 على موقع ويكي سكاي: DSS2, SDSS, GALEX, IRAS, Hydrogen α, X-Ray, Astrophoto, Sky Map, Articles and images